# Fraxinus anomala
Fraxinus anomala — вид квіткових рослин з родини маслинових (Oleaceae).

## Опис
Це листопадне невелике дерево чи кущ. Максимальна висота досягає 5–6 метрів. Лист може бути простим або складним, складатися з п'яти окремих листочків. Кожен листочок має овальну чи круглу форму і може мати зубчики по краях. У непоказних коричнюватих квіток відсутні пелюстки. Плід — плоска крилатка довжиною до двох сантиметрів і шириною до одного сантиметра, зелена в молодості й від жовтувато-коричневої до коричневої в зрілому віці. Крилатки висять пучками.

## Поширення
Зростає в Північній Америці: США (Вайомінг, Юта, Нью-Мексико, Невада, Колорадо, Каліфорнія, Арізона).
Росте в угрупованнях полину, пустельних чагарників, чапаралю та пінії. Добре росте на різних типах ґрунтів.

## Використання
Вважається, що цей вид ясена має потенційну декоративну цінність.